# Озеро Ракитне

## Створення
Гідрологічна пам’ятка природи «Озеро Ракитне» (втрачена) – об’єкт природно-заповідного фонду, що був оголошений рішенням Сумського Облвиконкому № 494 22.12.1982 року на землях колгоспу "Росія" (біля с. Добрянське). Адміністративне розташування - Великописарівський район, Сумська область.

## Характеристика
Площа – 12 га. 
Об’єкт на момент створення був місцем, де водиться багато видів риби, місце гніздування багатьох птахів.

## Скасування
Рішенням Сумської обласної ради № 227 10.12.1990 року пам'ятка була скасована. 
Скасування статусу відбулось по причині висихання.
Вся інформація про створення об'єкту взята із текстів зазначених у статті рішень обласної ради, що надані Державним управлянням екології та природних ресурсів Сумської  області Всеукраїнській громадській організації «Національний екологічний центр України» . ..